# Lancia Gamma
Lancia Gamma är en personbil, tillverkad av den italienska biltillverkaren Lancia mellan 1976 och 1984.
Lancias länge emotsedda flaggskepp presenterades på Genèvesalongen 1976. Företrädaren Flaminia hade försvunnit redan 1970, men Gamma ersatte även den mindre Flavia. Som varje riktig Lancia var bilen okonventionell, med framhjulsdrift, stor fyrcylindrig motor och en fastback-kaross. Likheterna med Citroën CX på dessa punkter är uppenbara. Tekniken baseras på Flavia, med längsmonterad boxermotor och framhjulsdrift, medan hjulupphängningarna utvecklats från Beta.
Ett år efter Berlinan introducerades en coupé, kallad Gran Turismo. Kaross och inredning har inga gemensamma delar mellan de två modellerna.
Som så ofta är fallet när det gäller stora italienska bilar, var produktionen blygsam. 15 272 tillverkade Berlinor och 6 789 tillverkade coupéer borgar för exklusivitet.
Varianter:
| Modell    | Motor                | Cylindervolym | Effekt | Bränslesystem      |
| --------- | -------------------- | ------------- | ------ | ------------------ |
| 2000      | 4-cyl boxermotor ohc | 1999 cm³      | 115 hk | Förgasare          |
| 2500      | 4-cyl boxermotor ohc | 2484 cm³      | 140 hk | Förgasare          |
| 2500 I.E. | 4-cyl boxermotor ohc | 2484 cm³      | 140 hk | Bränsleinsprutning |

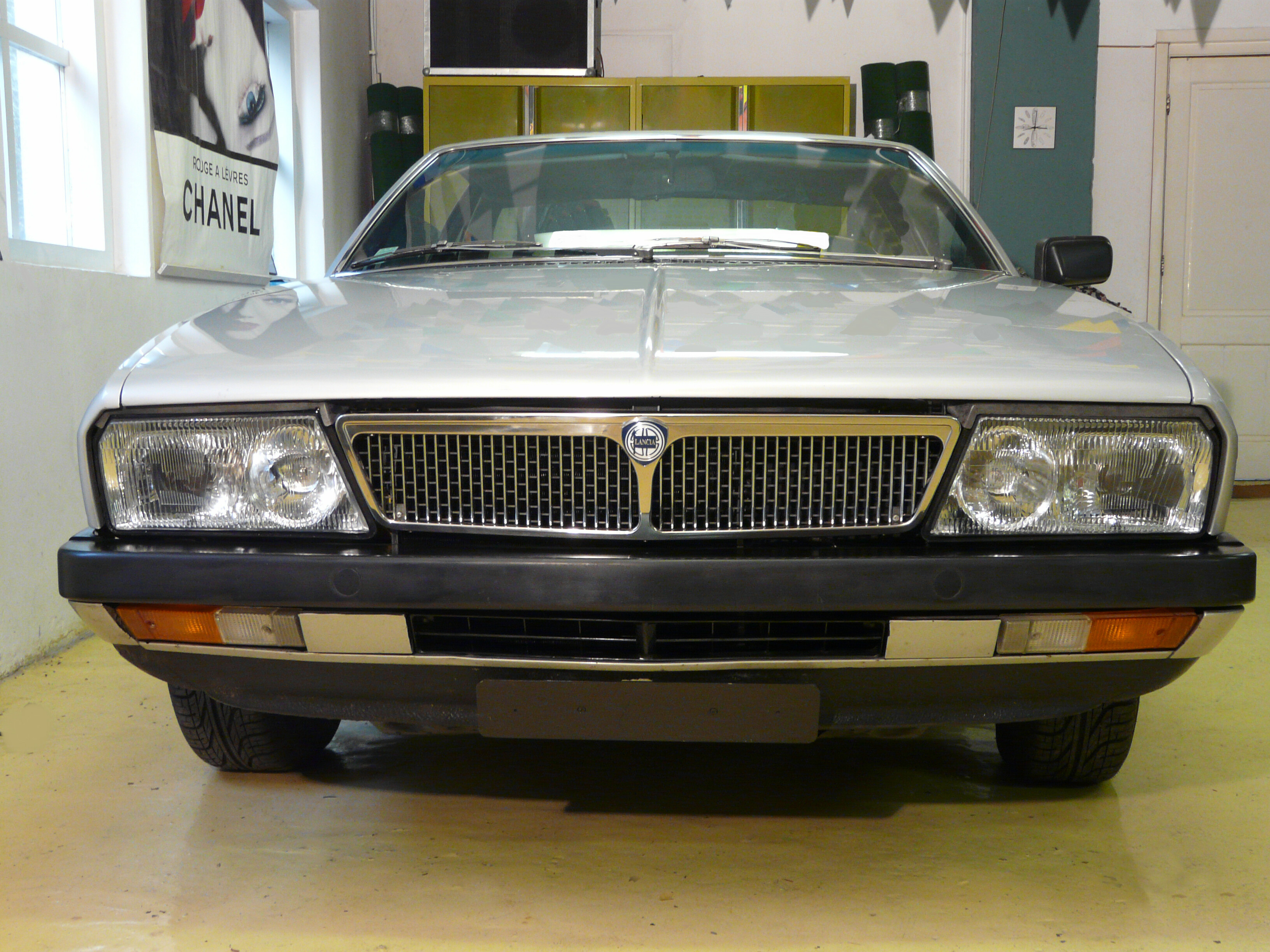
Gamma coupé FL 2500 IE
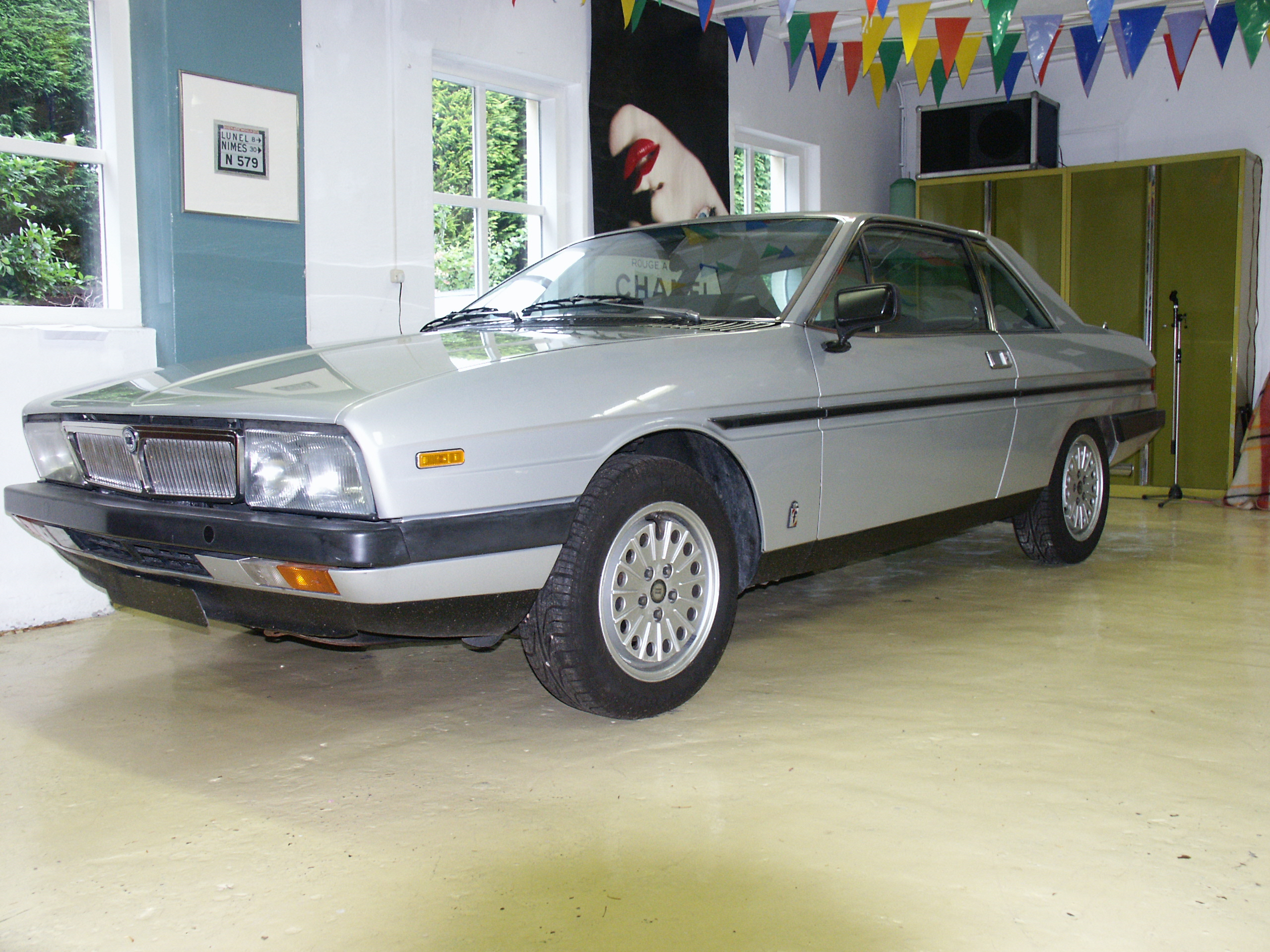
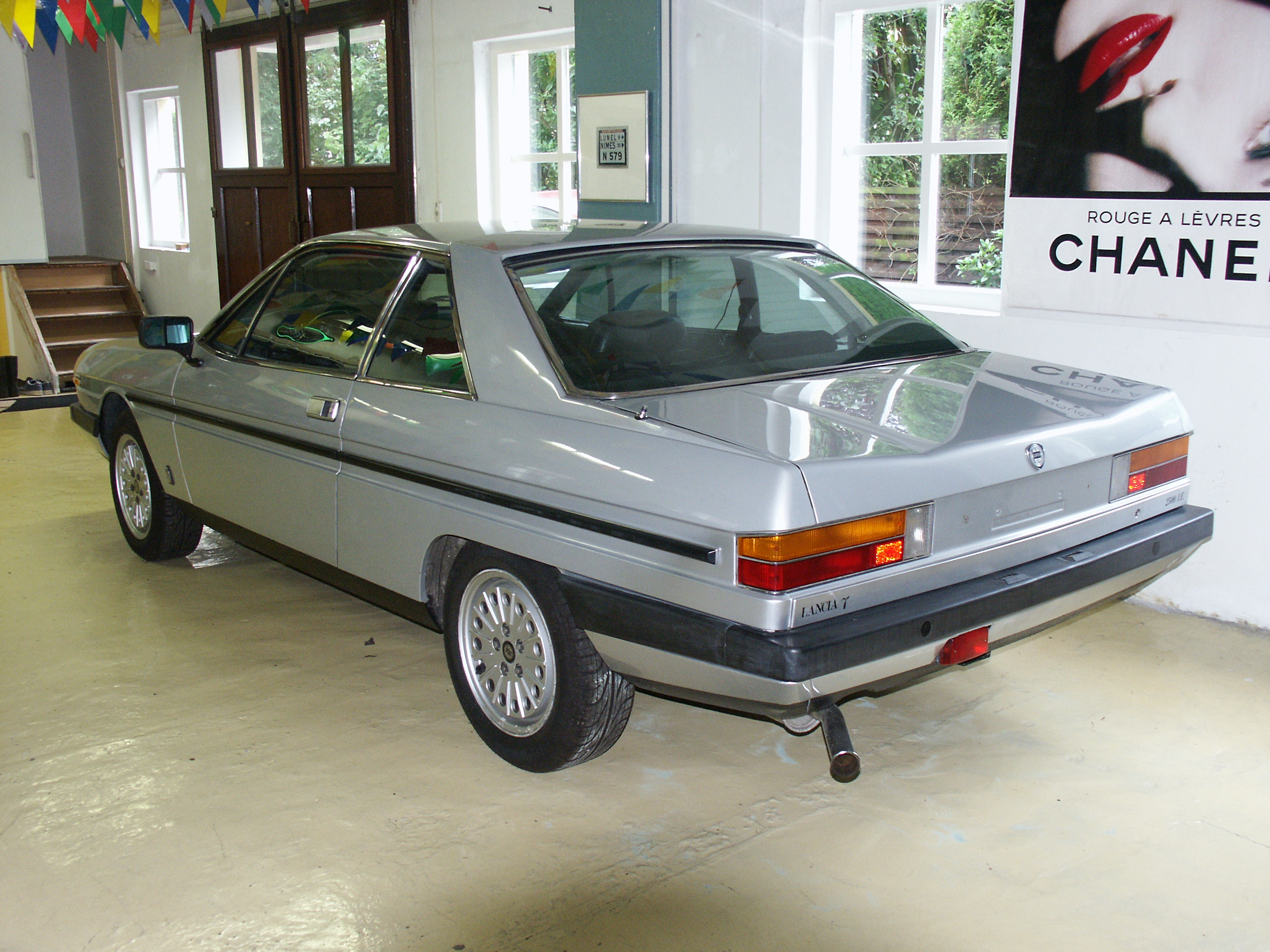